# Championnat d'Uruguay de football 2020
Navigation
Édition précédente Édition suivante
La saison 2020 du Championnat d'Uruguay de football est la cent-dix-septième édition du championnat de première division en Uruguay. Les seize meilleurs clubs du pays s'affrontent lors de trois tournois saisonniers, Ouverture, Intermédiaire et Clôture. Les vainqueurs des tournois Ouverture et Clôture s'affrontent pour déterminer le champion d'Uruguay. La relégation est déterminée par un classement cumulé des deux dernières saisons. Le Club Nacional de Football, tenant du titre, remporte son 48e titre de champion.

## Organisation
Le championnat se déroule en trois temps distincts : le tournoi d'ouverture de février à mai, le tournoi intermédiaire de mai à juillet et le tournoi de fermeture d'août à novembre.

## Qualifications continentales
Les quatre premiers du classement cumulé joueront la Copa Libertadores tandis que les 5e, 6e et 7e de ce même classement obtiennent leur billet pour la Copa Sudamericana, tout comme le vainqueur du tournoi Intermedio. Si le vainqueur du tournoi Intermedio termine parmi les sept premiers du classement cumulé, c'est le 8e de ce classement qui récupère la place en Copa Sudamericana.

## Les clubs participants
| Club                             | Entraîneur          | Ville                  | Stade                            | Capacité |
| -------------------------------- | ------------------- | ---------------------- | -------------------------------- | -------- |
| Club Atlético Boston River       | Gastón Machado      | Montevideo             | Complejo Rentistas               | 10 600   |
| Club Atlético Cerro              | Jorge González      | Montevideo             | Estadio Luis Tróccoli            | 24 000   |
| Danubio Fútbol Club              | Marcelo Méndez      | Montevideo             | Jardines del Hipódromo           | 14 401   |
| Defensor Sporting Club           | Jorge da Silva      | Montevideo             | Estadio Luis Franzini            | 18 000   |
| Centro Atlético Fénix            | Juan Ramón Carrasco | Montevideo             | Estadio Parque Capurro           | 5 500    |
| Liverpool Fútbol Club            | Paulo Pezzolano     | Montevideo             | Estadio Belvedere                | 10 000   |
| Montevideo Wanderers Fútbol Club | Román Cuello        | Montevideo             | Parque Alfredo Víctor Viera      | 7 420    |
| Club Nacional de Football        | Eduardo Domínguez   | Montevideo             | Estadio Gran Parque Central      | 23 500   |
| Club Atlético Peñarol            | Diego López         | Montevideo             | Estadio Campeón del Siglo        | 40 000   |
| Club Atlético Progreso           | Leonel Rocco        | Montevideo             | Estadio Parque Abraham Paladino  | 8 000    |
| Club Atlético River Plate        | Jorge Giordano      | Montevideo             | Parque Federico Omar Saroldi     | 5 624    |
| Plaza Colonia                    | Mario Szlafmyc      | Colonia del Sacramento | Campus Municipal Alberto Suppici | 15 000   |
| Cerro Largo Fútbol Club          | Danielo Núñez       | Melo                   | Estadio Antonio Ubilla           | 9 000    |
| Montevideo City Torque           | Pablo Marini        | Montevideo             | Stade Centenario                 | 60 235   |
| Club Atlético Rentistas          | Alejandro Capuccio  | Montevideo             | Stade Complejo Rentistas         | 10 600   |
| Club Deportivo Maldonado         | Francisco Palladino | Maldonado              | Stade Domingo Burgueño Miguel    | 25 000   |

## Compétition

### Tournoi d'ouverture
| Rang | Équipe                     | Pts | J  | G | N | P | Bp | Bc | Diff |
| ---- | -------------------------- | --- | -- | - | - | - | -- | -- | ---- |
| 1    | Nacional T                 | 28  | 15 | 7 | 7 | 1 | 27 | 16 | +11  |
| 2    | Rentistas P                | 28  | 15 | 7 | 7 | 1 | 26 | 15 | +11  |
| 3    | Montevideo City Torque P   | 27  | 15 | 7 | 4 | 4 | 21 | 16 | +5   |
| 4    | Peñarol                    | 24  | 15 | 6 | 6 | 3 | 19 | 15 | +4   |
| 5    | Cerro Largo Fútbol Club    | 24  | 15 | 6 | 6 | 3 | 19 | 17 | +2   |
| 6    | Defensor Sporting Club     | 21  | 15 | 5 | 6 | 4 | 16 | 20 | -4   |
| 7    | Montevideo Wanderers       | 20  | 15 | 5 | 5 | 5 | 16 | 16 | 0    |
| 8    | Club Deportivo Maldonado P | 20  | 15 | 5 | 5 | 5 | 16 | 20 | -4   |
| 9    | Liverpool Fútbol Club      | 19  | 15 | 5 | 4 | 6 | 22 | 25 | -3   |
| 10   | Centro Atlético Fénix      | 18  | 15 | 3 | 9 | 3 | 19 | 17 | +2   |
| 11   | Club Atlético Progreso     | 16  | 15 | 4 | 4 | 7 | 21 | 20 | +1   |
| 12   | CA River Plate             | 15  | 15 | 3 | 6 | 6 | 17 | 18 | -1   |
| 13   | Plaza Colonia              | 15  | 15 | 3 | 6 | 6 | 14 | 18 | -4   |
| 14   | Danubio Fútbol Club        | 14  | 15 | 3 | 5 | 7 | 12 | 17 | -5   |
| 15   | Club Atlético Cerro        | 14  | 15 | 3 | 5 | 7 | 13 | 21 | -8   |
| 16   | Club Atlético Boston River | 13  | 15 | 2 | 7 | 6 | 14 | 21 | -7   |

|  | Qualification pour la Phase finale            |
|  | T : Tenant du titre P : Promu de Segunda Liga |

| Finale du tournoi d'ouverture | Nacional | 0-1             | Rentistas                 | Stade Centenario                                     |                                                      |
| 14 octobre 2020 20:00         |          | (0-0, 0-0, 0-1) | Gonzalo Vega Martínez 92e | Spectateurs : Huis-clos Arbitrage : Daniel Rodríguez | Spectateurs : Huis-clos Arbitrage : Daniel Rodríguez |

### Tournoi intermédiaire
| Rang | Équipe                   | Pts | J | G | N | P | Bp | Bc | Diff |
| ---- | ------------------------ | --- | - | - | - | - | -- | -- | ---- |
| 1    | Montevideo Wanderers     | 14  | 7 | 4 | 2 | 1 | 13 | 8  | +5   |
| 2    | Liverpool Fútbol Club    | 12  | 7 | 3 | 3 | 1 | 14 | 12 | +2   |
| 3    | Montevideo City Torque P | 10  | 7 | 3 | 1 | 3 | 13 | 10 | +3   |
| 4    | Cerro Largo Fútbol Club  | 10  | 7 | 2 | 4 | 1 | 8  | 5  | +3   |
| 5    | Rentistas P              | 9   | 7 | 2 | 3 | 2 | 7  | 6  | +1   |
| 6    | Club Atlético Progreso   | 7   | 7 | 1 | 4 | 2 | 7  | 10 | -3   |
| 7    | Plaza Colonia            | 6   | 7 | 1 | 3 | 3 | 8  | 11 | -3   |
| 8    | Club Atlético Cerro      | 5   | 7 | 1 | 2 | 4 | 5  | 13 | -8   |

| Rang | Équipe                     | Pts | J | G | N | P | Bp | Bc | Diff |
| ---- | -------------------------- | --- | - | - | - | - | -- | -- | ---- |
| 1    | Nacional T                 | 15  | 7 | 5 | 0 | 2 | 11 | 6  | +5   |
| 2    | CA River Plate             | 13  | 7 | 4 | 1 | 2 | 14 | 8  | +6   |
| 3    | Peñarol                    | 12  | 7 | 4 | 0 | 3 | 15 | 9  | +6   |
| 4    | Fénix                      | 10  | 7 | 3 | 1 | 3 | 7  | 6  | +1   |
| 5    | Danubio Fútbol Club        | 9   | 7 | 2 | 3 | 2 | 5  | 9  | -4   |
| 6    | Club Deportivo Maldonado P | 8   | 7 | 2 | 2 | 3 | 10 | 15 | -5   |
| 7    | Defensor Sporting Club     | 6   | 7 | 1 | 3 | 3 | 5  | 10 | -5   |
| 8    | Club Atlético Boston River | 5   | 7 | 1 | 2 | 4 | 6  | 10 | -4   |

| Finale du tournoi intermédiaire | Montevideo Wanderers | 0-0 1-3 t. a. b. | Nacional | Stade Centenario |  |
| 14 janvier 2021                 |                      | (0-0)            |          |                  |  |

### Tournoi de fermeture
| Rang | Équipe                     | Pts | J  | G  | N | P | Bp | Bc | Diff |
| ---- | -------------------------- | --- | -- | -- | - | - | -- | -- | ---- |
| 1    | Liverpool Fútbol Club      | 34  | 15 | 10 | 4 | 1 | 34 | 13 | +21  |
| 2    | Peñarol                    | 29  | 15 | 8  | 5 | 2 | 20 | 12 | +8   |
| 3    | Montevideo City Torque P   | 26  | 15 | 7  | 5 | 3 | 30 | 14 | +16  |
| 4    | Nacional T                 | 26  | 15 | 7  | 5 | 3 | 19 | 16 | +3   |
| 5    | Plaza Colonia              | 25  | 15 | 7  | 4 | 4 | 28 | 16 | +12  |
| 6    | Club Atlético Boston River | 22  | 15 | 7  | 1 | 7 | 23 | 26 | -3   |
| 7    | Centro Atlético Fénix      | 21  | 15 | 5  | 6 | 4 | 25 | 24 | +1   |
| 8    | CA River Plate             | 21  | 15 | 6  | 3 | 6 | 19 | 23 | -4   |
| 9    | Montevideo Wanderers       | 18  | 15 | 4  | 6 | 5 | 24 | 28 | -4   |
| 10   | Club Deportivo Maldonado P | 18  | 15 | 4  | 6 | 5 | 21 | 27 | -6   |
| 11   | Cerro Largo Fútbol Club    | 16  | 15 | 4  | 4 | 7 | 15 | 17 | -2   |
| 12   | Danubio Fútbol Club        | 15  | 15 | 4  | 3 | 8 | 17 | 23 | -6   |
| 13   | Club Atlético Progreso     | 15  | 15 | 4  | 3 | 8 | 14 | 24 | -10  |
| 14   | Club Atlético Cerro        | 14  | 15 | 3  | 5 | 7 | 16 | 21 | -5   |
| 15   | Defensor Sporting Club     | 14  | 15 | 2  | 8 | 5 | 15 | 21 | -6   |
| 15   | Rentistas P                | 10  | 15 | 2  | 4 | 9 | 12 | 27 | -15  |

|  | Qualification pour la Phase finale            |
|  | T : Tenant du titre P : Promu de Segunda Liga |

- Nacional qualifié pour la finale en tant que meilleur club dans le classement cumulé.

### Phase finale
La demi-finale oppose le vainqueur du tournoi d'ouverture et le vainqueur de celui de fermeture. Le vainqueur joue ensuite contre le premier du classement cumulé pour le titre de champion d'Uruguay.
|  | Demi-finales        | Demi-finales          | Demi-finales | Demi-finales |                       |          | Finale | Finale | Finale | Finale |
|  |                     |                       |              |              |                       |          |        |        |        |        |
|  |                     |                       |              |              |                       |          |        |        |        |        |
|  | Vainqueur Ouverture | Rentistas             | 1 (3)        | 1 (3)        |                       |          |        |        |        |        |
|  | Vainqueur Ouverture | Rentistas             | 1 (3)        | 1 (3)        |                       |          |        |        |        |        |
|  | Vainqueur Clôture   | Liverpool Fútbol Club | 1 (2)        | 1 (2)        |                       |          |        |        |        |        |
|  | Vainqueur Clôture   | Liverpool Fútbol Club | 1 (2)        | 1 (2)        | 1er classement cumulé | Nacional | 3      | 1      |        |        |
|  |                     |                       |              |              | 1er classement cumulé | Nacional | 3      | 1      |        |        |
|  |                     |                       | finaliste    | Rentistas    | 0                     | 0        |        |        |        |        |
|  |                     |                       |              |              | 0                     | 0        |        |        |        |        |
|  |                     |                       |              |              |                       |          |        |        |        |        |
|  |                     |                       |              |              |                       |          |        |        |        |        |
|  |                     |                       |              |              |                       |          |        |        |        |        |

| Demi-finale        | Rentistas  | 1-1 (3-2t. a. b.) | Liverpool Fútbol Club | Stade Centenario, Montevideo |  |
| 31 mars 2021 20:00 | Romero 78e | (0-0)             | 85e Franco Pérez      |                              |  |

---
| Finale 1           | Nacional                                       | 3 - 0   | Rentistas | Estadio Gran Parque Central, Montevideo |                              |
| 4 avril 2021 20:00 | Gonzalo Bergessio 7e 29e · Mathías Laborda 66e | (2 - 0) |           | Arbitrage : Esteban Ostojich            | Arbitrage : Esteban Ostojich |

| Finale 2           | Rentistas | 0-1   | Nacional              | Estadio Complejo Rentistas, Montevideo |                                |
| 7 avril 2021 15:00 |           | (0-1) | Gonzalo Bergessio 41e | Arbitrage : Christian Ferreyra         | Arbitrage : Christian Ferreyra |

## Classement cumulé
| Rang | Équipe                     | Pts | J  | G  | N  | P  | Bp | Bc | Diff |
| ---- | -------------------------- | --- | -- | -- | -- | -- | -- | -- | ---- |
| 1    | Nacional T                 | 69  | 37 | 19 | 12 | 6  | 57 | 38 | +19  |
| 2    | Liverpool Fútbol Club      | 65  | 37 | 18 | 11 | 8  | 70 | 50 | +20  |
| 3    | Peñarol                    | 65  | 37 | 18 | 11 | 8  | 54 | 36 | +18  |
| 4    | Montevideo City Torque P   | 61  | 37 | 17 | 10 | 10 | 64 | 40 | +24  |
| 5    | Montevideo Wanderers       | 52  | 37 | 13 | 13 | 11 | 53 | 57 | -4   |
| 6    | Cerro Largo Fútbol Club    | 50  | 37 | 12 | 4  | 11 | 42 | 39 | +3   |
| 7    | Centro Atlético Fénix      | 49  | 37 | 11 | 16 | 10 | 51 | 47 | +4   |
| 8    | CA River Plate             | 49  | 37 | 13 | 10 | 14 | 50 | 49 | +1   |
| 9    | Rentistas P                | 47  | 37 | 11 | 41 | 12 | 45 | 48 | -3   |
| 10   | Plaza Colonia              | 46  | 37 | 11 | 13 | 13 | 50 | 45 | +5   |
| 11   | Club Deportivo Maldonado P | 46  | 37 | 11 | 13 | 13 | 47 | 62 | -15  |
| 12   | Defensor Sporting Club     | 41  | 37 | 8  | 17 | 12 | 36 | 51 | -15  |
| 13   | Club Atlético Boston River | 40  | 37 | 10 | 10 | 17 | 43 | 57 | -14  |
| 14   | Club Atlético Progreso     | 38  | 37 | 9  | 11 | 17 | 42 | 49 | -7   |
| 15   | Danubio Fútbol Club        | 38  | 37 | 9  | 11 | 17 | 34 | 49 | -15  |
| 16   | Club Atlético Cerro        | 33  | 37 | 7  | 12 | 18 | 34 | 55 | -21  |

|  | Qualification pour la Copa Libertadores 2021                              |
|  | Qualification pour la phase de qualification de la Copa Libertadores 2021 |
|  | Qualification pour la phase de qualification de la Copa Sudamericana 2021 |
|  | Relégation en Segunda Liga                                                |
|  | T : Tenant du titre P : Promu de Segunda Liga                             |

- La relégation est calculée d'après les points obtenus les deux dernières saisons.

## Bilan de la saison
| Championnat d'Uruguay de football 2020 |                                        |
| Champion                               | Club Nacional de Football (48e titre)  |
| Qualifications continentales           |                                        |
| Copa Libertadores 2021                 | Club Nacional de Football              |
| Copa Libertadores 2021                 | Club Atlético Rentistas                |
| Copa Libertadores 2021                 | Montevideo Wanderers Fútbol Club       |
| Copa Libertadores 2021                 | Liverpool Fútbol Club                  |
| Copa Sudamericana 2021                 | Club Atlético Peñarol                  |
| Copa Sudamericana 2021                 | Montevideo City Torque                 |
| Copa Sudamericana 2021                 | Cerro Largo Fútbol Club                |
| Copa Sudamericana 2021                 | Centro Atlético Fénix                  |
| Promotions et relégations              |                                        |
| Promus en Primera División             | Club Sportivo Cerrito                  |
| Promus en Primera División             | Club Social y Deportivo Villa Española |
| Promus en Primera División             | Institución Atlética Sud América       |
| Relégués en Primera B                  | Defensor Sporting Club                 |
| Relégués en Primera B                  | Danubio Fútbol Club                    |
| Relégués en Primera B                  | Club Atlético Cerro                    |